# Shell shock

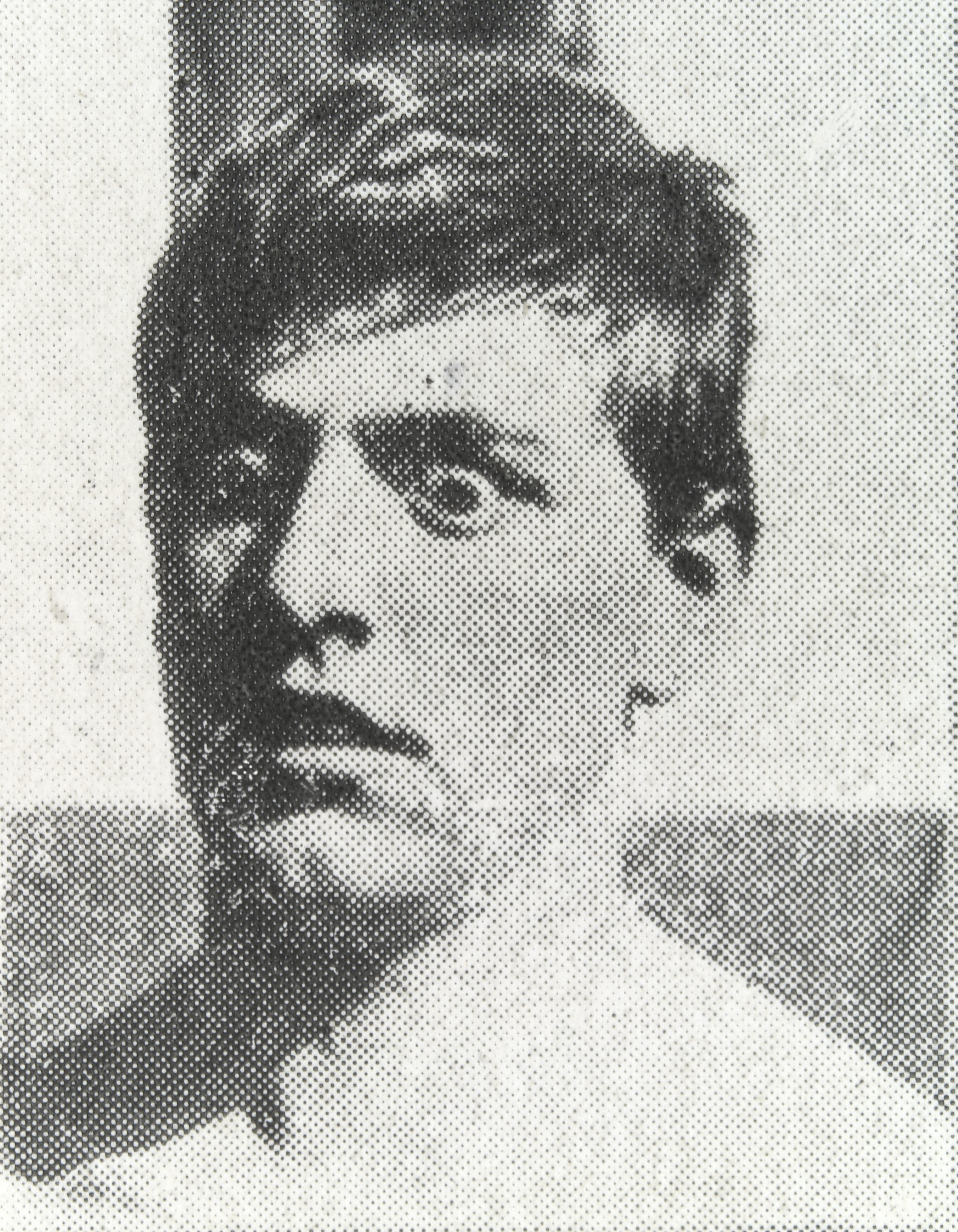
Shell shock

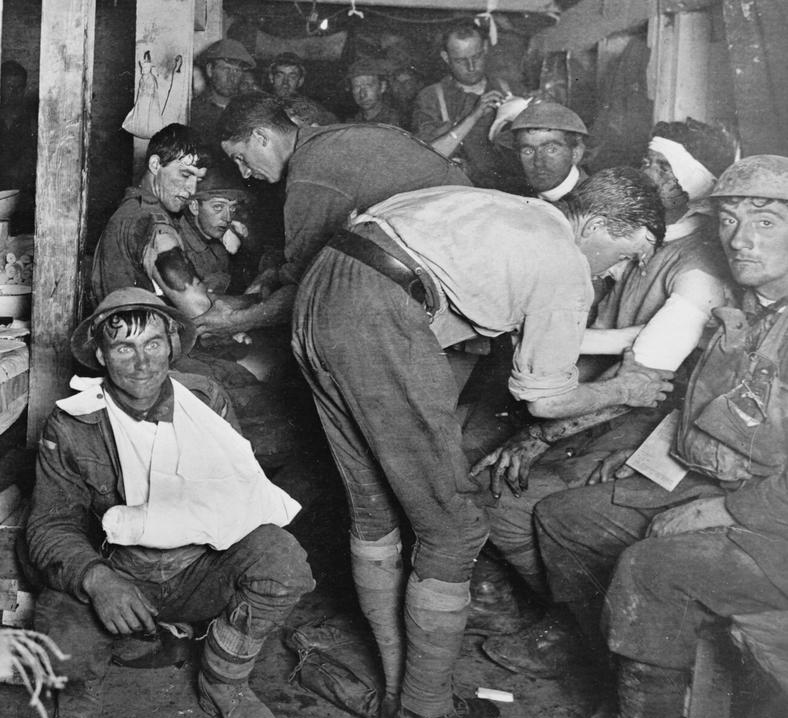
Foto scattata in una stazione di medicazione vicino a Ypres, in Belgio, nel 1917. Il soldato ferito con il braccio sinistro bendato ha uno sguardo indice di shell shock

Shell shock (espressione inglese traducibile in italiano come "shock da granate") o nevrosi di guerra si riferisce ad un tipo di disturbo da stress post-traumatico riportato da molte persone a seguito della prima guerra mondiale.

## Storia
Durante e dopo la prima guerra mondiale migliaia di soldati riportarono gravi disturbi mentali, ma non fu subito evidente che la causa fosse aver partecipato alla guerra, perché non si pensava potesse essere un fattore scatenante la psicopatologia.
Il termine "shell shock" fu utilizzato per la prima volta nel 1915 dallo psicologo Charles Myers sulla rivista medica The Lancet. Myers ipotizzò che le lesioni cerebrali fossero una conseguenza della vicinanza ai bombardamenti, dovute al rumore eccessivo e all'avvelenamento da monossido di carbonio, ma ciò risultò infondato, in quanto i danni cerebrali erano presenti anche in soggetti lontani dai bombardamenti. I soldati vennero portati nei manicomi, dove spesso la terapia consisteva nell'elettroshock; alcuni persero il senno, altri ebbero tutta la vita disturbi più o meno invalidanti. Il neurologo francese Joseph Babinski nel 1917 attribuì i sintomi all'isteria, che all'epoca veniva curata con l’ipnosi, quindi propose questo tipo di trattamento ai soldati, anche ottenendone risultati promettenti. Si diffuse pure l’idea che i sintomi riportati dai soldati fossero finzioni, attuate per non tornare in guerra.
In Italia venne ritenuto sconveniente attribuire alla guerra i traumi psichici riportati dai militari, dal momento che il servizio militare di leva era obbligatorio, inoltre tra gli psichiatri prevalse la teoria di una particolare vulnerabilità e predisposizione genetica alla malattia, oppure che potesse trattarsi di simulazione. In Italia infatti gli psichiatri indagarono i disturbi mentali dei soldati anche alla luce degli studi di Lombroso, che basandosi su analisi e rilevazioni fisiognomiche e craniometriche, attribuiva certe devianze al cosiddetto "degenerazionismo della specie". Migliaia di uomini furono messi nei manicomi oppure tornarono a casa, ma destinati a cure private, e la gente prese a chiamarli «scemi di guerra».

## Sintomi

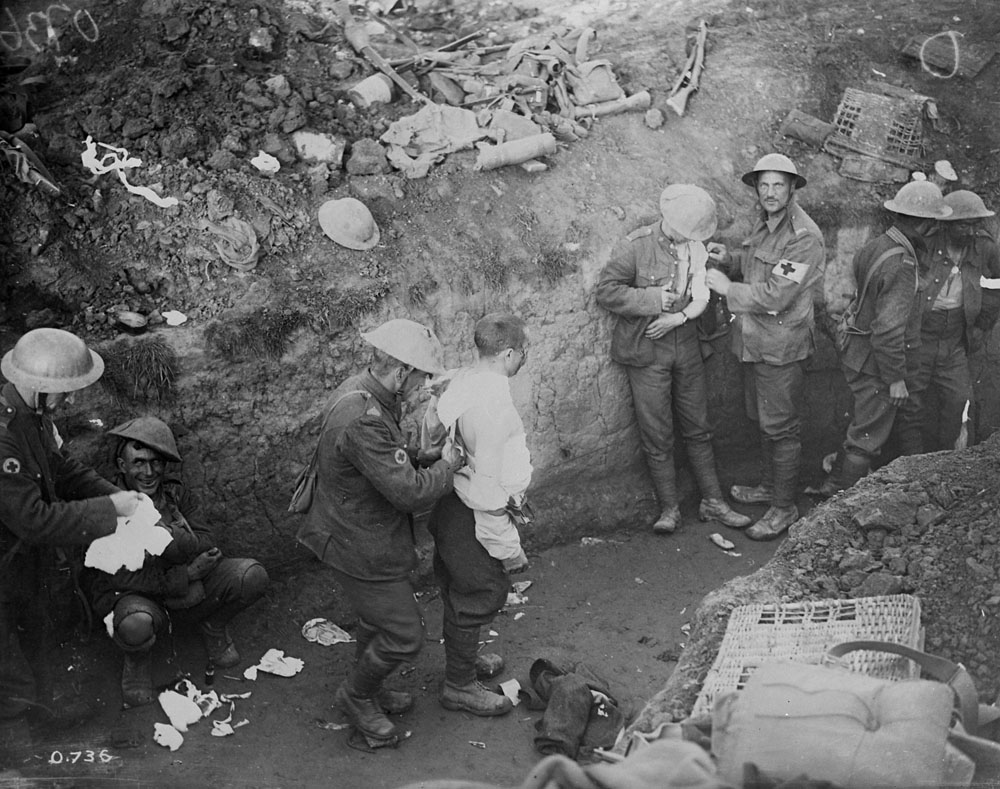
Foto scattata il 15 settembre 1916 a Flers-Courcelette; il secondo uomo da sinistra mostra sintomi di shell shock.

Lo shell shock poteva manifestarsi in modalità ed intensità differenti. Nelle cartelle cliniche i sintomi potevano essere definiti come «esaltamento maniaco», «eccitamento psicomotorio», «accesso confusionale», «confusione allucinatoria», «confusione mentale» e «delirio sensoriale», «tremori irrefrenabili», «ipersensibilità al rumore». Coloro che ne erano colpiti erano descritti come «uomini inespressivi, che volgono intorno a sé lo sguardo come uccelli chiusi in gabbia» o che «mangiano quello che capita, cenere, immondizia, terra» e passavano inoltre dalla diarrea incontrollabile all'ansia implacabile, da tic isterici a crampi allo stomaco. Le forme più comuni di malattie mentali riportate dai soldati riguardavano il delirio di persecuzione, l’amnesia, la perdita della capacità di esprimersi, l’incapacità di sopprimere i ricordi o la rimozione di qualsiasi cosa avesse a che fare con la guerra, la perdita temporanea delle percezioni del mondo esterno, le allucinazioni, le disfunzioni motorie, gli arresti psichici, le ossessioni ipocondriache.

## Trattamento
I militari venivano curati nella speranza di poter ripristinare il numero massimo di uomini in guerra il più rapidamente possibile, ma quattro quinti degli uomini entrati in ospedale in stato di shock non furono mai più in grado di tornare al servizio militare. 
Secondo un sondaggio pubblicato nel 1917, il rapporto tra ufficiali e soldati colpiti da shell shock era di 1:30, tra i pazienti negli ospedali specializzati in nevrosi di guerra, il rapporto tra ufficiali e soldati era di 1:6.
 
 
Se vi era una "paralisi dei nervi", la cura consisteva in massaggi, riposo, dieta appropriata e trattamento con scosse elettriche. Se veniva indicata una fonte psicologica, allora il recupero veniva accelerato con la "cura parlante", l'ipnosi ed il riposo. In ogni caso, i pazienti dovevano essere indotti ad affrontare la malattia in modo virile, poiché la loro reputazione di soldati e uomini aveva subito un duro colpo, manifestando i segni della "debolezza" emotiva nell'uomo.

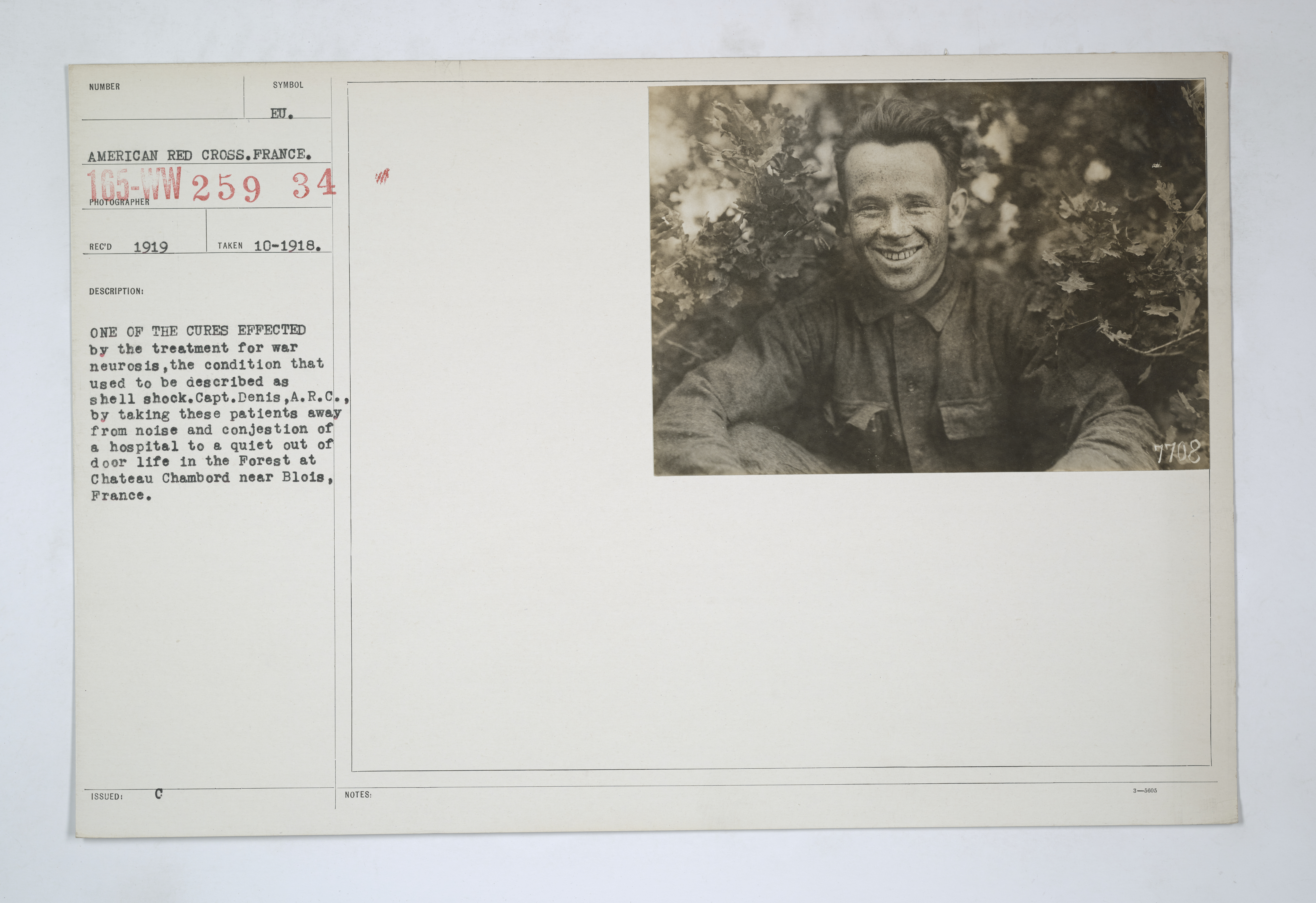
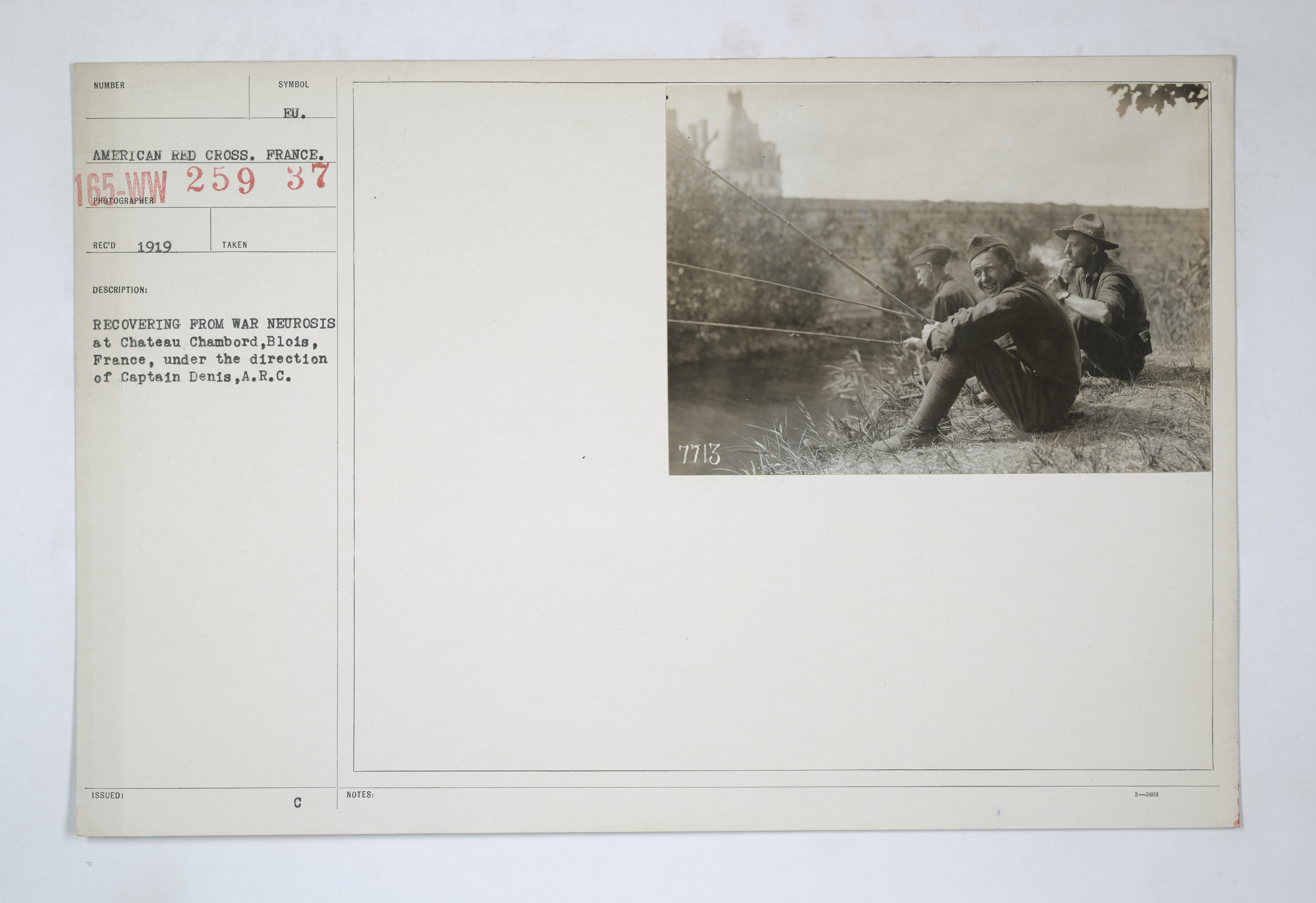
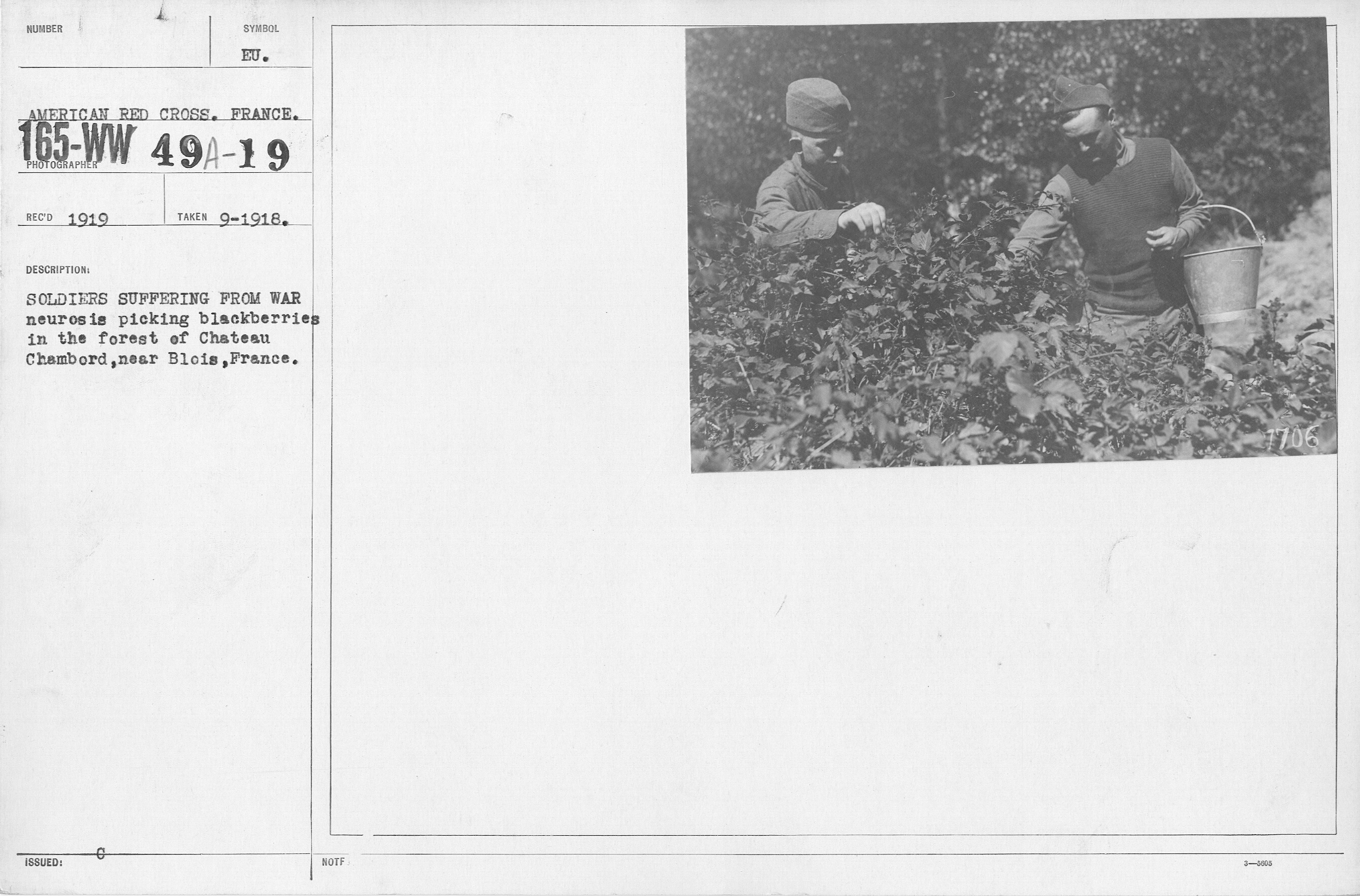
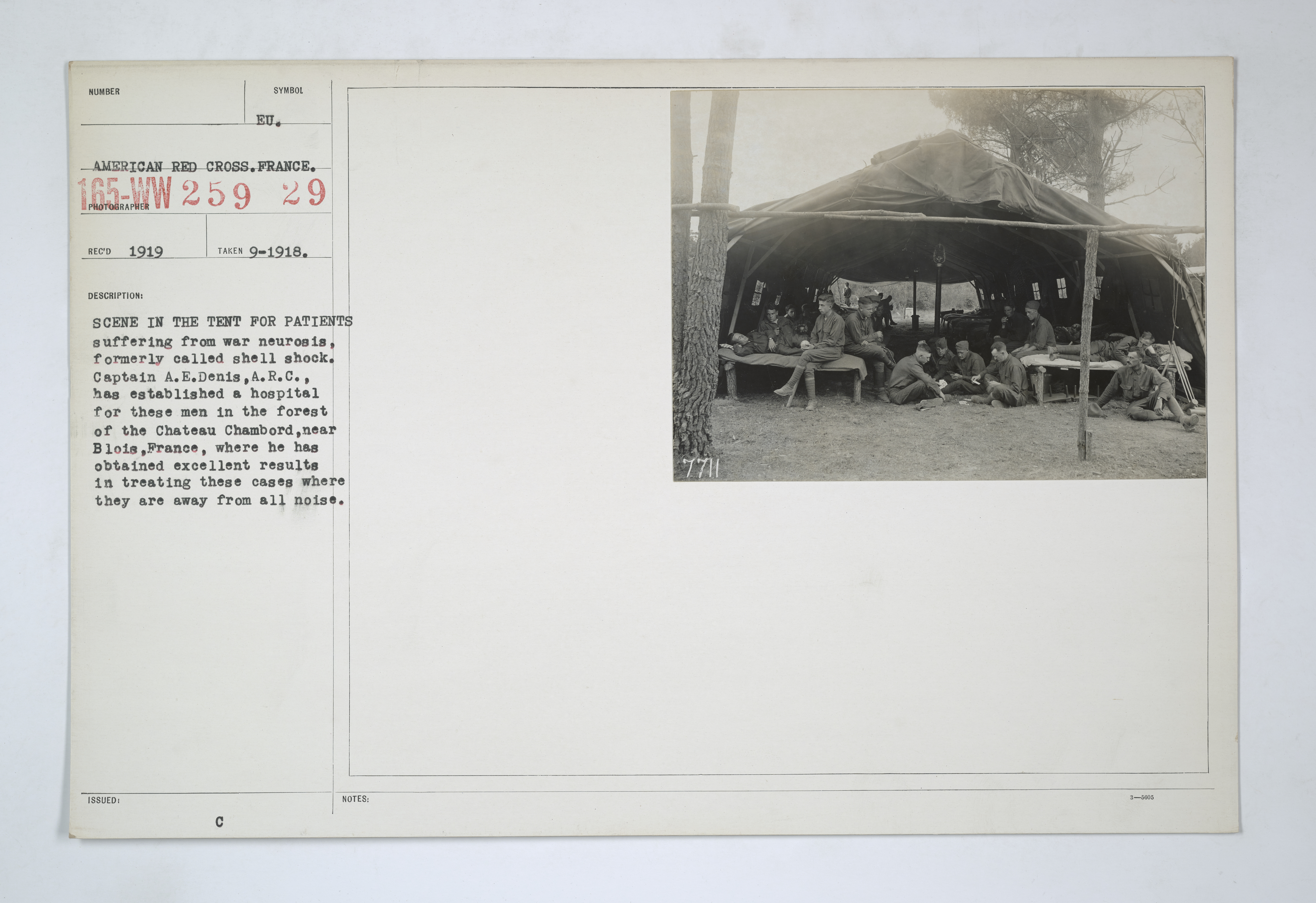
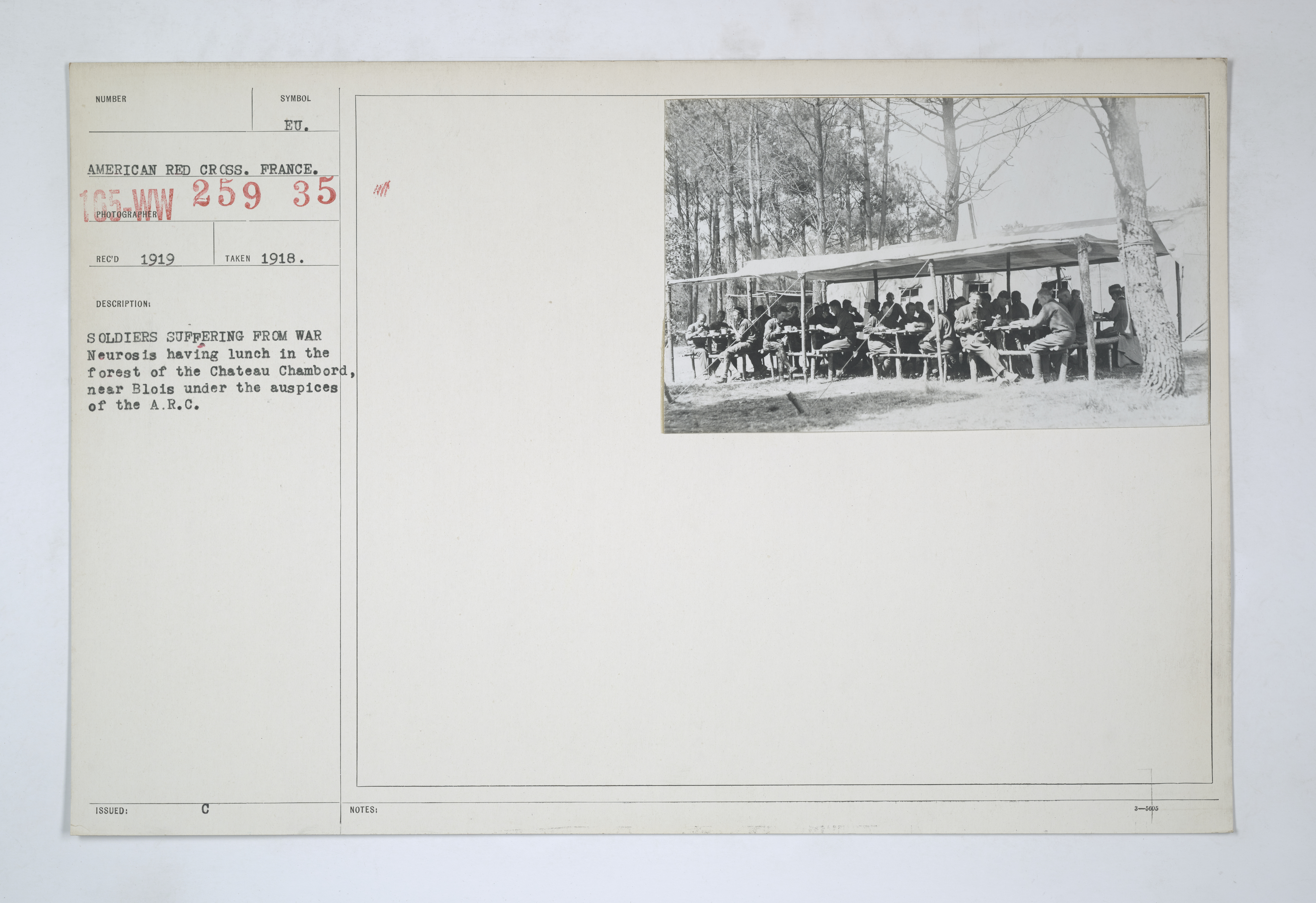

## Riferimenti nella cultura
- Lo shell shock e la storia dei pazienti afflitti sono stati analizzati nel documentario Scemi di guerra. La follia nelle trincee (2008), di Enrico Verra.[9]
- La scrittrice inglese Pat Barker ha indagato cause ed effetti dello shell shock in una trilogia denominata Regeneration Trilogy e composta da Regeneration (1991), The Eye in the Door (1993), The Ghost Road (1995). L'autrice si è basata per molti dei suoi personaggi su persone realmente esistite, attingendo agli scritti dei primi poeti della guerra mondiale e del medico dell'esercito W. H. R. Rivers.
- Nel 1917 il poeta Siegfried Sassoon, mentre era a Craiglockhart, uno degli ospedali più famosi per curare gli ufficiali con nevrosi di guerra, scrisse una poesia, intitolata Survivors.
- La band Blackened Death Metal, a tematica della Grande Guerra, Kanonenfieber si chiama così in riferimento allo "shell shock" (noto anche come "panico da cannone")
- La band Heavy Metal inglese Tank nel suo LP "Filth Hounds Of Hades" del 1982, ha il brano di apertura intitolato "Shellshock", che descrive la condizione di un uomo che ne è afflitto.